# CLAMP学園探偵団
『CLAMP学園探偵団』（クランプがくえんたんていだん、CLAMP School Detectives）は、CLAMPの少女漫画作品、及びそれを原作としたテレビアニメ。
漫画は角川書店『月刊Asuka』『ミステリーDX』で1992年1月号から1993年10月号まで連載された。全3巻。
テレビアニメは1997年5月3日から10月25日まで、毎週土曜日の朝7:30-8:00にテレビ東京で放送された。全26話。関東地方のみの放送だったが、のちにキッズステーションなどでも放送されている。
『ツバサ-RESERVoir CHRoNiCLE-』で本作からは残、蘇芳、玲などが登場している。
CLAMP学園は、他のCLAMP作品の舞台としても複数回登場している。『X』『20面相におねがい!!』『破軍星戦記』『学園特警デュカリオン』にもリンクしている。なお、CLAMP学園自体の商業誌初出は『20面相におねがい!!』である。
『20面相におねがい!!』『学園特警デュカリオン』と共にCLAMP学園3部作と呼ばれ、CLAMPがスピンオフ作品に初めて挑戦した作品である。

## 作風
本作は、妹之山財閥が私財を投じて作った巨大学園都市CLAMP学園の初等部を舞台に、創立者一族の末子である妹之山残をはじめとする生徒会役員の優秀な少年らがCLAMP学園探偵団を結成し、学園内のトラブルを解決するというコメディ作品である。
ライターの和久井香菜子は、サイゾーウーマンの連載コラムの中で、同様の設定を有する『有閑倶楽部』と比較し、高校生たちを中心とした『有閑倶楽部』では人死にが出たり海外を舞台とする事件が出てくるの一方、本作では幽霊騒動といった小さな事件を優秀な小学生たちが解決する内容であることから、子どもを大きな心でほめたたえる内容だと述べている。

## 登場人物

### CLAMP学園探偵団
妹之山残（いものやま のこる）
声 - 岡村明美
主人公でCLAMP学園初等部6年生。学生会会長。
妹之山財閥の末息子。頭脳明晰の美少年だが、運動神経はあまりよくない。女性が絡んだときにのみ運動神経がつながる。徹底したフェミニストで、幼女から老婦人、動物まで完璧な礼儀を以て接しており、自身に冷たい態度を取る相手でも秘めた優しさや男装して男の振りをしても女であることを見抜いたり、かつて自分を誘拐しようとした悪人でも女性なら助けようとする。
非常に有能で、超人並の頭脳を持つ反面学生会の仕事は嫌いで、いつも書類を期限ギリギリまで溜め込んでいる。少々道楽者。よく学生会室を改造して遊び場にしている。
鷹村蘇芳（たかむら すおう）
声 - 新山志保
準主人公でCLAMP学園初等部5年生。学生会書記。
柔道3段、合気道3段、空手3段、剣道3段。実家は日本で一、二を争う武術家の一族で、代々続いた忍者の末裔。一族はその能力を生かし、社会的な要人の護衛を担当する者たちを多く輩出してきた。しかし、守る人間は自分で選ぶ。3年前の夏、残の誘拐事件をきっかけに「いつか出会える誰か」は残だと確信し、残を傍で守り続けると告白する。
非常に生真面目で、残のサボり癖にいつも手を焼いている。口数は少なく、いつも残に寄り添う姿が女生徒の人気を呼んでいる。残と出会った当初、彼を苦手としていた。残の無くし物などをいつも見つける。面白いことが好きな残と天然な性格の玲に対して、いつも心の中でツッコミを入れている。
凪砂とは互いに一目惚れした両想いであり、事故で一時記憶を失くしても彼女のことをわずかながら覚えていた。残達が用意した出会いの再現によって記憶を取り戻し、絆を深めた。それを事あるごとに残にネタにされる。
伊集院玲（いじゅういん あきら）
声 - 南央美
3人目の主人公でCLAMP学園初等部4年生。学生会会計。
一流コック以上の料理の腕前をもつ。素直で心優しい性格。蘇芳の陰に隠れがちで平和主義者だが、彼もかなりの武術の使い手である。
転入生であるため、残と蘇芳が親交を結ぶきっかけになった事件のことは知らない。20面相におねがい!!の主人公・怪人20面相であり、そちらで出会った大川詠心と密かに交際している。アニメ版では、そちらのストーリーも詳細に描かれている。

### 探偵団の関係者
大川詠心（おおかわ うたこ）
声 - 宮村優子
CLAMP学園幼等部会長。年の割には言動が大人びており、活発でしっかり者。凪砂とは親友同士で、よく行動することが多い。料理は得意な方ではない。玲との交際が公になっていないが、アニメでは公認のカップル。誠心（まこ）は年子の姉である。
梓夜凪砂（あずや なぎさ）
声 - 池澤春菜
CLAMP学園幼等部所属。漫画では金髪に緑の瞳だが、アニメでは藤色（薄紫）の髪に菫色の瞳。
詠心同様年の割には大人びた雰囲気を持ち、大人しめの女の子。母は日本舞踊の踊り手、父は雅楽奏者であり、本人も両親以上の才能の持ち主。蘇芳と偶然出会って、互いに一目惚れする。
ドラマCDではアレックスというフンボルトペンギンの親代わりをしている。

### その他
理事長
声 - 池田昌子
CLAMP学園の理事長。着物姿の婦人であり、常に御簾や扇子で目元を隠している。残の血縁らしく、彼と同じく面白いことが好きな道楽者。
雄大寺挑（ゆうだいじ いどむ）
声 - 石田彰
アニメオリジナルキャラ。第20話から第26話までの話で起こったすべての事件の真犯人。コンピューターに詳しく、（実際）学園を停電させるほどの騒ぎを起こした。
残とは、幼少時代にお互いに名前を知らないまま友達になった仲だった。残に対する嫉妬から、様々な事件を起こし、彼に罪を擦りつけようとする。モノレールの事件で母親の笑顔を思い出し、残と和解し、転校する。

## テレビアニメ
『20面相におねがい!!』のエピソードや、『学園特警デュカリオン』『不思議の国の美幸ちゃん』などのキャラクターが登場している。サブタイトルは第1話を除き、映画のタイトルから付けられている。

### スタッフ
- 原作 - CLAMP（角川書店刊）
- 監督 - 鍋島修
- シリーズ構成 - 関島眞頼、あみやまさはる
- キャラクターデザイン - 田中比呂人
- サブキャラクターデザイン - 北山真理
- 美術監督 - 池田祐二
- 色彩設定 - いわみみか
- 撮影監督 - 沖野雅英
- 音楽 - 片倉三起也（ALI PROJECT）
- 音響監督 - 藤山房伸
- プロデューサー - 小林数子→野口彰、池口和彦→桑園裕子、萩野賢
- 製作 - テレビ東京、バンダイビジュアル、ぴえろ

### 主題歌
オープニングテーマ
　　「ピアニィ・ピンク」
　　作詞 - 宝野アリカ / 作曲・編曲 - 片倉三起也 / 歌・演奏 - ALI PROJECT
エンディングテーマ
「ようこそメタリック・パーティー」（第1話 - 第19話）※（1997年5月3日 - 1997年9月6日）
　　作詞 - NORIKO / 作曲 - TERU / 編曲・歌・演奏 - Marble Berry
「Gift」（第20話 - 第26話）※（1997年9月13日 - 1997年10月25日）
　　　  作詞 - 岩里祐穂 / 作曲・編曲 - 菅野よう子 / 歌 - 坂本真綾

### 各話リスト
| 話数    | サブタイトル                               | 脚本           | 絵コンテ     | 演出       | 作画監督          | 放送日        |
| ------- | ------------------------------------------ | -------------- | ------------ | ---------- | ----------------- | ------------- |
| FILE-1  | 結成! CLAMP学園探偵団                      | あみやまさはる | 鍋島修       | 鍋島修     | 菅野宏紀          | 1997年 5月3日 |
| FILE-2  | 探偵（スルース）                           | 久保田雅史     | 上村修       | 飯島正勝   | 遠藤裕一          | 5月10日       |
| FILE-3  | マイ・フェア・レディ                       | 荒川稔久       | 林有紀       | 林有紀     | 本橋秀之          | 5月17日       |
| FILE-4  | 料理長殿（シェフどの）ご用心               | 荒川稔久       | 上村修       | 山口宏     | 八凪哲            | 5月24日       |
| FILE-5  | 勝利への脱出・前編                         | 隅沢克之       | 飯島正勝     | 飯島正勝   | 遠藤裕一          | 5月31日       |
| FILE-6  | 勝利への脱出・後編                         | 隅沢克之       | 鍋島修       | 鍋島修     | 菅野宏紀          | 6月7日        |
| FILE-7  | 暗くなるまでまって                         | 久保田雅史     | 山口宏       | 山口宏     | 窪詔之            | 6月14日       |
| FILE-8  | 舞踏会の手帳                               | 荒木憲一       | 上村修       | 吉本毅     | 八凪哲            | 6月21日       |
| FILE-9  | 我が心に君深く                             | 荒川稔久       | 飯島正勝     | 飯島正勝   | 木下裕孝          | 6月28日       |
| FILE-10 | プリティ・リーグ                           | あみやまさはる | うえだしげる | 山口宏     | 中田雅夫 北野幸広 | 7月5日        |
| FILE-11 | おしゃれ泥棒・前編                         | 荒木憲一       | 神谷純       | 鍋島修     | 窪詔之            | 7月12日       |
| FILE-12 | おしゃれ泥棒・後編                         | 荒木憲一       | 鍋島修       | 鍋島修     | 菅野宏紀          | 7月19日       |
| FILE-13 | ザッツ・エンタテイメント                   | 久保田雅史     | 林有紀       | 林有紀     | 本橋秀之          | 7月26日       |
| FILE-14 | 大脱走                                     | あみやまさはる | 飯島正勝     | 飯島正勝   | 木下裕孝          | 8月2日        |
| FILE-15 | ワンス・アポン・ア・タイム・イン・チャイナ | 久保田雅史     | 吉本毅       | 吉本毅     | 石倉敬一          | 8月9日        |
| FILE-16 | 地上より永遠に（ここより とわに）          | 荒川稔久       | 島崎奈々子   | 島崎奈々子 | 中田雅夫          | 8月16日       |
| FILE-17 | プリティ・ウーマン                         | 吉村元希       | 神谷純       | 上村修     | 窪詔之            | 8月23日       |
| FILE-18 | トゥルー・ロマンス                         | 荒木憲一       | 林有紀       | 林有紀     | 本橋秀之          | 8月30日       |
| FILE-19 | ある日どこかで                             | あみやまさはる | 神谷純       | 飯島正勝   | 中田雅夫          | 9月6日        |
| FILE-20 | 華麗なる賭け                               | 荒川稔久       | 鍋島修       | 鍋島修     | 菅野宏紀          | 9月13日       |
| FILE-21 | 大いなる幻影                               | 隅沢克之       | 西澤晋       | 吉本毅     | 高橋行男          | 9月20日       |
| FILE-22 | 許されざる者                               | 久保田雅史     | 島崎奈々子   | 矢野篤     | 窪詔之            | 9月27日       |
| FILE-23 | フェイク                                   | 荒川稔久       | 西澤晋       | 上村修     | 中田雅夫          | 10月4日       |
| FILE-24 | デュエリスト                               | 荒木憲一       | 林有紀       | 林有紀     | 本橋秀之          | 10月11日      |
| FILE-25 | サブウェイ・パニック                       | 久保田雅史     | 西澤晋       | 島崎奈々子 | 窪詔之            | 10月18日      |
| FILE-26 | まごころを君に                             | あみやまさはる | 鍋島修       | 鍋島修     | 菅野宏紀          | 10月25日      |

## 書籍
- CLAMP学園公式ガイドブック （角川書店 1997年）
- CD mini文庫 （1997年）